# Johann II. (Mecklenburg)
Johann II. zu Mecklenburg (* um 1250; † 12. Oktober 1299) war von 1264 bis 1299 Herr zu Mecklenburg.
Johann II. war der jüngste Sohn von Johann I. und Luitgard von Henneberg (1210–1267), Tochter des Grafen Poppo VII. von Henneberg. Nachdem sein Bruder Heinrich I. bei seiner Pilgerreise in Gefangenschaft geraten war, übernahm er 1275 zusammen mit seinem Bruder Nikolaus III. die Regentschaft für Heinrichs Söhne. Im Jahr 1283 wird er als Herr zu Gadebusch erwähnt. Die Herrschaft hatte er wahrscheinlich als Paragium bekommen.
Er starb 1299 und wurde im Doberaner Münster beigesetzt.
Es wurden von ihm urkundlich drei Kinder erwähnt:
- Lütgard, † nach 2. August 1353,
- Johann, † jung verstorben und
- Elisabeth, die noch 1352 als Äbtissin von Rehna lebte.